# Čertovy kazatelny (Oderské vrchy)
Čertovy kazatelny jsou nejznámější skalní věže v údolí Peklo (Oderské vrchy, okres Olomouc). Leží na pravé straně potoka Jezernice v údolí u kopce Rusalka. Čertovy kazatelny jsou dokladem skalních výchozů zvrásněných vrstevnatých kulmských břidlic a hrubozrných slepencových drob na zlomových svazích údolí Malinového Žlebu v Pekle. Jedná se o několik věží a skalek rozdělených do čtyřech částí (značeno ve směru od cesty do Podhoří), z nichž první tři části jsou největší a čtvrtá část se nachází na protilehlém svahu Rusalky. Výška největší věže je do 10 metrů. Věže mají rovný vrchol a jsou poměrně dobře přístupné ze svahu. Na vrcholu věže v třetí části je malá skalní brána/okno "Čertova brána".
V době před vznikem Vojenského újezdu Libavá patřily Čertovy kazatelny k těm nejnavštěvovanějším místům v celém Pekle a po vzniku vojenského újezdu byly veřejnosti nepřístupné. V současnosti jsou Čertovy kazatelny veřejně přístupné a lze se k nim dostat po cyklostezce vedoucí po silnici z Podhoří.

## Další informace
V Podhoří se vyprávěly různé pověsti o čertech a Čertových kazatelnách.
V okolí Čertových kazatelen a Malinového žlebu chodívali lidé sbírat maliny do sečí.
Okolí Čertových kazatelen je charakteristické lokalitami výskytu přísně chráněné flory a fauny a unikátní krajiny. Blíže v Oznámení návrhu na vyhlášení a plánu péče o NPR Obírka-Peklo.

## Galerie

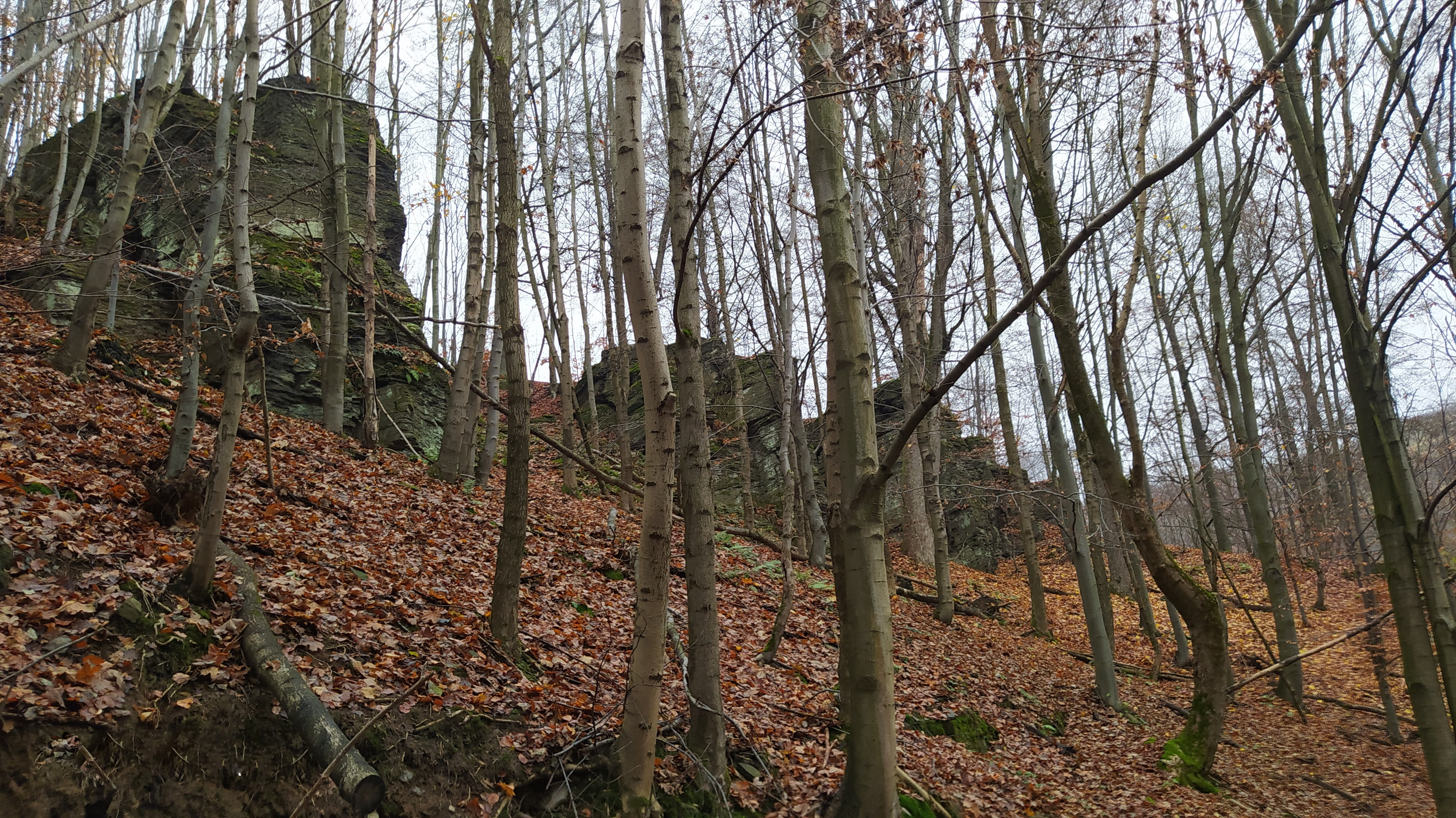
Čertovy kazatelny (tři části)
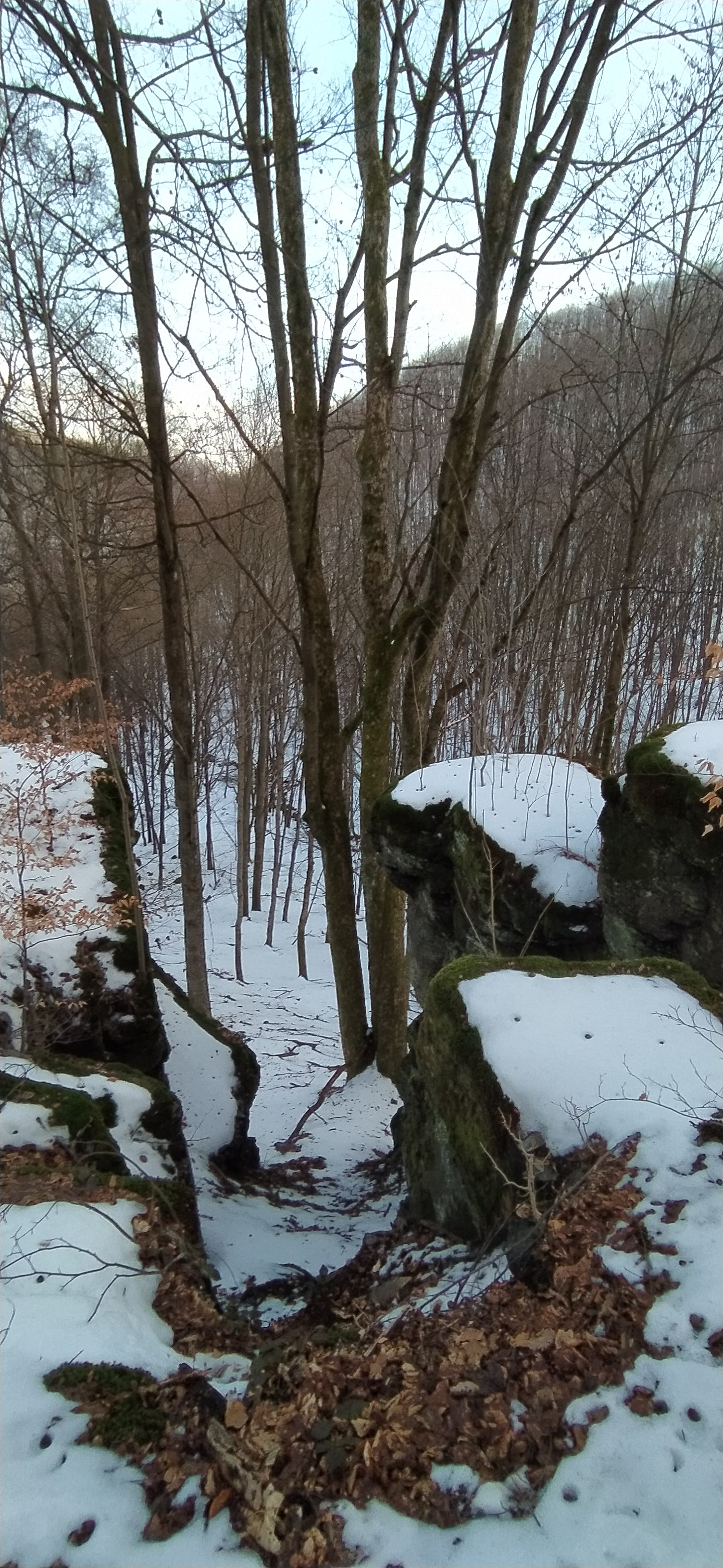
Pohled z druhé části Čertových kazatelen do údolí směrem ke svahu kopce Rusalka
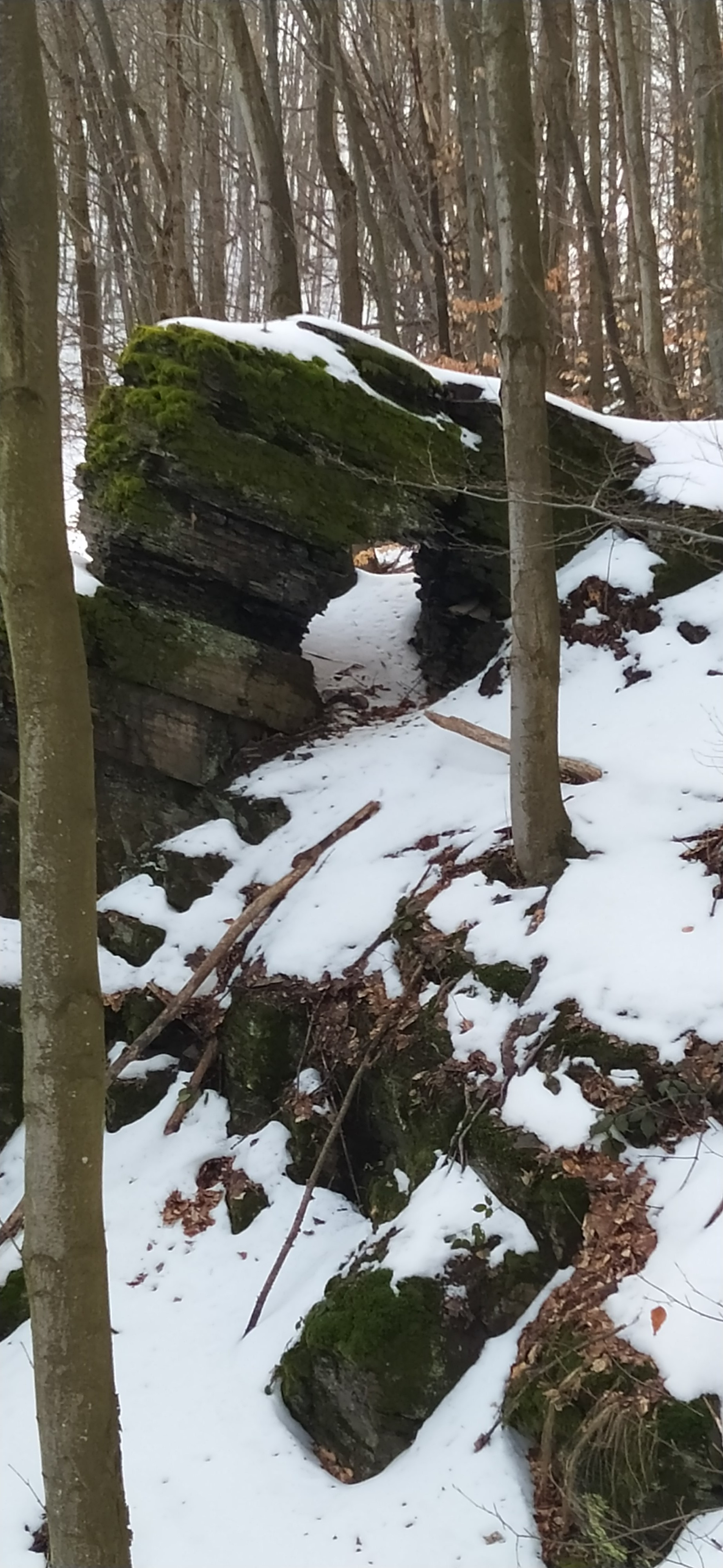
Čertovy kazatelny (třetí část) - Pekelná brána
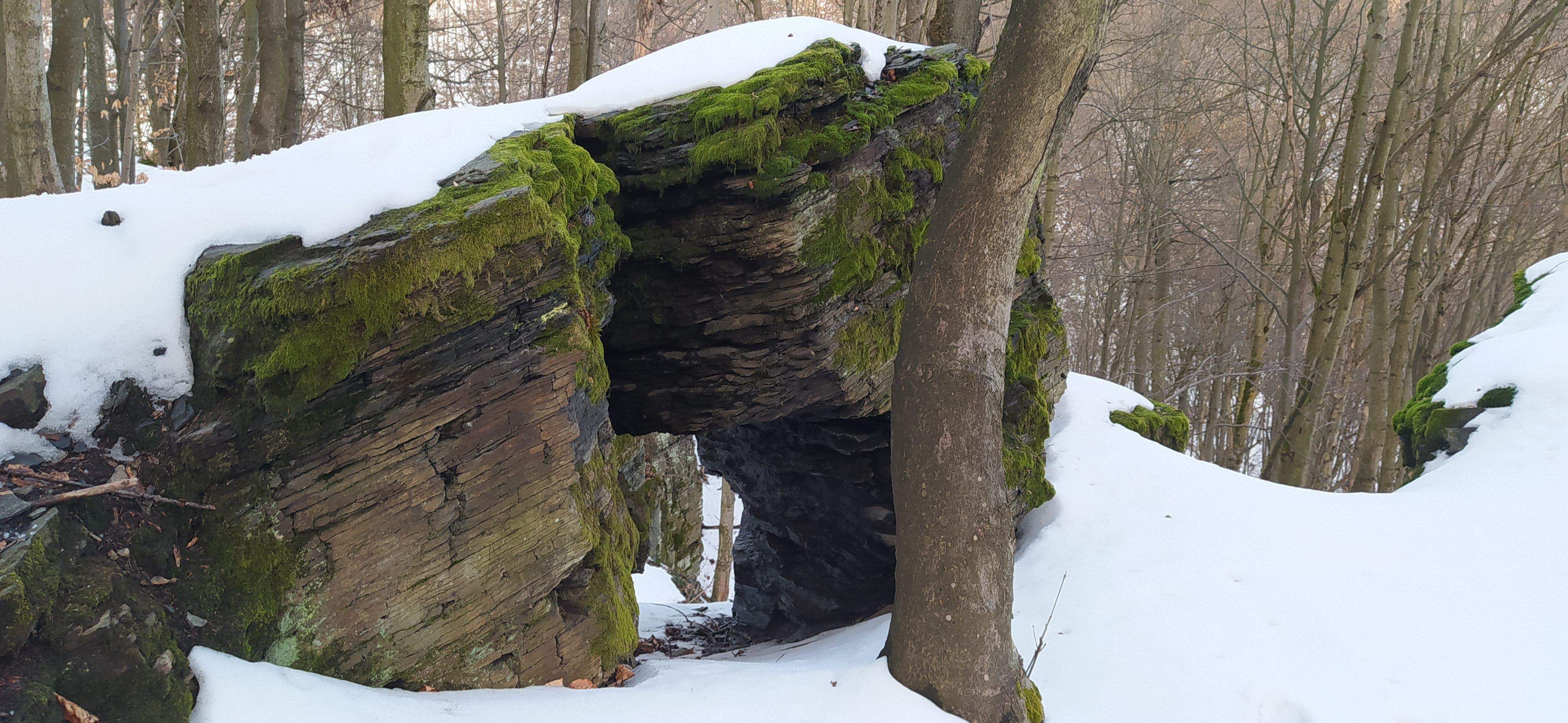
Čertovy kazatelny (třetí část) - Pekelná brána